# Verbascum inaequale
Verbascum inaequale är en flenörtsväxtart som beskrevs av Josef Franz Freyn och Sint.. Verbascum inaequale ingår i släktet kungsljus, och familjen flenörtsväxter. Inga underarter finns listade i Catalogue of Life.